# Denizli
Denizli ist eine türkische Provinzhauptstadt im westlichen Kleinasien und ist mit 1.059.082 Einwohnern (Stand 2024) nach Izmir und Aydın die drittgrößte Stadt der Ägäisregion.
Erste Siedlungen in der Gegend des heutigen Denizli werden auf etwa 4000 v. Chr. datiert. Das Gebiet wurde von Hethitern, Phrygern, Griechen, Römern, Seldschuken und Mongolen erobert bzw. besiedelt. Die Stadt ist die Nachfolgesiedlung des in der Nähe gelegenen Laodikeia am Lykos.

## Geographie

### Geographische Lage
Die Stadt liegt im Mittel in 354 Metern Höhe in einer nach Nordosten geneigten, etwas hügeligen Landschaft, deren viele kleine Flüsse teilweise in den südlich gelegenen Bergen oder direkt um und in Denizli entspringen und zum Einzugsgebiet des Çürüksu Çayı gehören, der in den Großen Mäander mündet. Der Vali-Recep-Yazıcıoğlu-Staudamm befindet sich in unmittelbarer Nähe östlich der Stadt. Denizli ist etwa 190 km vom Golf von Gökova am Ägäischen Meer entfernt.

### Stadtgliederung
Die Stadt Denizli ist in 19 Landkreise eingeteilt, darunter zwei sogenannte zentrale Landkreise, Merkezefendi und Pamukkale.
| Landkreis                              | Fläche (km²) | Einwohner | Dichte (Einw./km²) |
| -------------------------------------- | ------------ | --------- | ------------------ |
| Acıpayam                               | 1.772        | 55.279    | 31                 |
| Babadağ                                | 124          | 6.498     | 53                 |
| Baklan                                 | 283          | 5.632     | 20                 |
| Bekilli                                | 304          | 7.045     | 24                 |
| Beyağaç                                | 333          | 6.611     | 20                 |
| Bozkurt                                | 462          | 12.715    | 28                 |
| Buldan                                 | 523          | 27.335    | 53                 |
| Çal                                    | 860          | 19.431    | 23                 |
| Çameli                                 | 758          | 18.238    | 25                 |
| Çardak                                 | 423          | 8.798     | 21                 |
| Çivril                                 | 1.570        | 60.721    | 39                 |
| Güney                                  | 362          | 10.197    | 29                 |
| Honaz                                  | 449          | 32.136    | 72                 |
| Kale                                   | 684          | 20.465    | 30                 |
| Merkezefendi                           | 336          | 287.852   | 857                |
| Pamukkale                              | 823          | 337.444   | 410                |
| Sarayköy                               | 379          | 30.173    | 80                 |
| Serinhisar                             | 256          | 14.600    | 57                 |
| Tavas                                  | 1.432        | 44.517    | 31                 |
| Denizli Büyükşehir Belediyesi (Gesamt) | 12.134       | 1.005.687 | 83                 |

### Klima
Die Stadt hat aufgrund ihrer Lage zwischen dem Ägäischen Meer und Zentralanatolien ein insgesamt trockenes Klima. Die durchschnittliche Jahrestemperatur liegt bei 16,9 °C. Die wärmsten Monate sind Juli und August mit durchschnittlich über 28 °C, die kältesten Dezember, Januar und Februar mit unter 10 °C im Mittel. Die tiefste Temperatur seit Messbeginn wurde am 9. Februar 1965 mit – 11,4 °C registriert. Die Sommertemperaturen können während der Hitzeperioden, die oft mehrere Tage andauern und von Juni bis September auftreten, bis über 40 °C im Schatten erreichen. Die höchste Temperatur seit Messbeginn wurde am 15. August 2007 mit 44,4 °C registriert. Durchschnittlich fällt jährlich 574 Millimeter Niederschlag. Die meisten Niederschläge fallen im Januar mit durchschnittlich etwa 86 Millimetern, die geringsten Niederschläge werden für die Monate Juli, August und September verzeichnet.
|                        | Jan   | Feb   | Mär   | Apr   | Mai  | Jun  | Jul  | Aug  | Sep  | Okt  | Nov  | Dez   |   |       |
| Mittl. Temperatur (°C) | 6,2   | 7,6   | 10,7  | 15,1  | 20,2 | 25,1 | 28,3 | 28,2 | 23,5 | 17,9 | 11,9 | 7,7   | ⌀ | 16,9  |
| Mittl. Tagesmax. (°C)  | 10,7  | 12,7  | 16,5  | 21,3  | 27,0 | 32,3 | 35,7 | 35,7 | 31,0 | 24,7 | 17,8 | 12,2  | ⌀ | 23,2  |
| Mittl. Tagesmin. (°C)  | 2,7   | 3,6   | 6,0   | 9,7   | 14,2 | 18,6 | 21,6 | 21,5 | 17,2 | 12,5 | 7,5  | 4,4   | ⌀ | 11,7  |
|                        |       |       |       |       |      |      |      |      |      |      |      |       |   |       |
| Niederschlag (mm)      | 85,7  | 69,7  | 63,8  | 54,8  | 47,9 | 31,8 | 16,3 | 12,1 | 15,7 | 37,1 | 57,8 | 81,1  | Σ | 573,8 |
|                        |       |       |       |       |      |      |      |      |      |      |      |       |   |       |
| Sonnenstunden (h/d)    | 3,6   | 4,6   | 5,6   | 6,9   | 8,8  | 10,7 | 11,6 | 10,5 | 8,8  | 6,7  | 4,9  | 3,3   | ⌀ | 7,2   |
|                        |       |       |       |       |      |      |      |      |      |      |      |       |   |       |
| Regentage (d)          | 11,70 | 10,93 | 11,23 | 10,07 | 9,67 | 5,77 | 2,93 | 2,83 | 3,57 | 6,70 | 7,67 | 12,17 | Σ | 95,24 |

| 2,7 |

| 3,6 |

| 6,0 |

| 9,7 |

| 14,2 |

| 18,6 |

| 21,6 |

| 21,5 |

| 17,2 |

| 12,5 |

| 7,5 |

| 4,4 |

| 2,7 |

| 3,6 |

| 6,0 |

| 9,7 |

| 14,2 |

| 18,6 |

| 21,6 |

| 21,5 |

| 17,2 |

| 12,5 |

| 7,5 |

| 4,4 |

## Geschichte
Das Gebiet um die Stadt war schon seit prähistorischer Zeit besiedelt und gehörte später zum Byzantinischen Reich. Die nahe gelegene antike Stadt Laodikeia am Lykos wurde etwa 6 km nördlich von Denizli zwischen 261 und 245 v. Chr. von Antiochos II. anstelle einer älteren Siedlung namens Diospolis errichtet. Sie wurde nach seiner Frau Laodike benannt. In römischer Zeit war die Stadt Zentrum eines Gerichtsbezirks (conventus) der Provinz Asia, galt als wirtschaftliches Zentrum und war ein wichtiges Baumwollanbaugebiet. Anfang des 4. Jahrhunderts war Laodikeia Metropolis der Provinz Phrygia Pakatiane. Zwischen 363 und 364 fand dort das Konzil von Laodicea statt. In mittelbyzantinischer Zeit gehörte Laodikeia zum Thema von Thrakesion, hatte nach einem Erdbeben im Jahr 494 aber jede Bedeutung verloren.
Das Gebiet um die Stadt wurde zwischen 1081 und 1095 von den Seldschuken unter Führung Çaka Beys erobert und die Stadt wurde in ihrer jetzigen Lage gegründet. Die Bewohner von Laodikeia am Lykos (Lâdik) wurden in der seldschukischen Periode nach dem späteren Denizli umgesiedelt. Im Zuge der Einnahme Anatoliens durch die Seldschuken und auf der Flucht vor der späteren Expansion der mongolischen Ilchane kam es zu zahlreichen Einwanderungen von türkischen Stämmen in Anatolien. Al-Umari verzeichnete im 14. Jahrhundert 200.000 oghusische Zelte in Denizli.
Das Gebiet von Denizli gehörte zeitweise zu den Beyliks der Sahipataoğulları, Germiyan und İnançoğulları. Ibn Battūta besuchte 1332 die Stadt und beschrieb Denizli mit seinen sieben Moscheen und Marktplätzen als eine der schönsten und größten Städte in Anatolien. 1390 eroberte Bayezid I. Denizli, später gehörte es vorübergehend zum Herrschaftsbereich von Timur.
Denizli gehörte im Osmanischen Reich dem Vilâyet-i Aydın an.

### Entwicklung des Namens
Die früheste Schreibweise der Stadt lautet Ṭoñuzlu. Das Eigenschaftswort ṭoñuzlu bezieht sich auf ṭoñuz (Schwein). Es handelte sich also zunächst um einen Ort voller Schweine. In Ibn Battutas Seyahatname wird die Stadt Dūn Ġuzluh genannt, was Ibn Battuta selbst mit „Stadt der Schweine“ übersetzt. Diese Bezeichnung geht möglicherweise auf die Anwesenheit christlicher Schweinezüchter in der Stadt zurück. Bereits bei Timur wird eine euphemistische Wandlung sichtbar. Bei ihm kommt die Bezeichnung Tenguzluğ (von alttürk. Tengiz für Meer) vor. Dem folgend führte Evliya Çelebi den Namen der Stadt auf die Flüsse und Seen der Umgebung zurück; denn Tengiz oder Deniz kann auch See, Fluss oder einfach Wasser heißen. Lâzıkıyye Denizli oder Denizli Lâdik, wie es oft zur Unterscheidung vom alten Lâdik (Laodikeia) genannt wurde, kann demnach als „Wasserreiches Lâdik“ übersetzt werden. Mehrere, den Bedeutungen von Ṭoñuzlu und Denizli entsprechende Schreibweisen kamen im Laufe der Geschichte der Stadt vor, bis sich schließlich der heutige Name Denizli durchsetzte.

## Bevölkerung

### Einwohnerentwicklung
Die Einwohnerzahl von Denizli stieg von 2.500 im Jahr 1888 auf 15.704 1927, 48.925 1960, 135.373 1980, 275.500 2000 und auf über eine Million 2016.
| Datum            | Einwohner |
| ---------------- | --------- |
| 1888             | 2.500     |
| 28. Oktober 1927 | 15.704    |
| 23. Oktober 1960 | 48.925    |
| 24. Oktober 1965 | 64.331    |
| 25. Oktober 1970 | 82.372    |
| 26. Oktober 1975 | 106.902   |
| 12. Oktober 1980 | 135.373   |

| Datum             | Einwohner |
| ----------------- | --------- |
| 20. Oktober 1985  | 169.130   |
| 21. Oktober 1990  | 203.800   |
| 22. Oktober 2000  | 275.500   |
| 31. Dezember 2007 | 324.200   |
| 31. Dezember 2008 | 479.381   |
| 31. Dezember 2009 | 488.768   |
| 31. Dezember 2010 | 498.643   |

| Datum             | Einwohner |
| ----------------- | --------- |
| 31. Dezember 2011 | 511.751   |
| 31. Dezember 2012 | 525.497   |
| 31. Dezember 2013 | 963.464   |
| 31. Dezember 2014 | 978.700   |
| 31. Dezember 2015 | 993.442   |
| 31. Dezember 2016 | 1.005.687 |

## Politik

### Stadtregierung

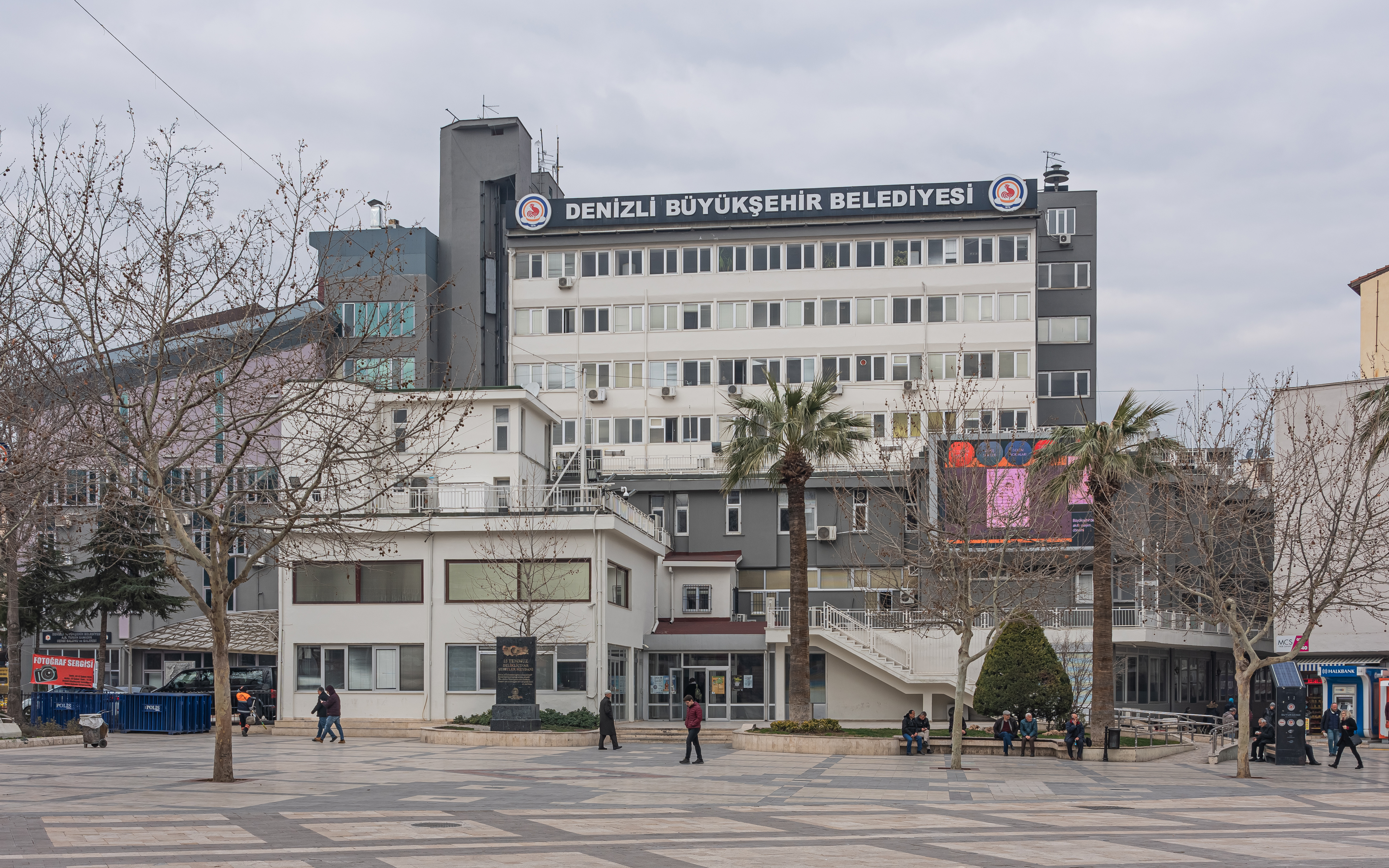
Rathaus von Denizli am Delikliçınar-Platz

Bürgermeister von Denizli ist Bülent Nuri Çavuşoğlu von der kemalistisch-sozialdemokratischen CHP. Er übernahm bei den Kommunalwahlen 2024 das Amt von seinem Vorgänger Osman Zolan (AKP), der von 2011 bis 2024 Bürgermeister der Stadt war. Weitere Bürgermeister der Stadt waren Nihat Zeybekçi (AKP) von 2004 bis 2011, Ali Aygören (DYP) von 1999 bis 2004, Ali Marım (bis 1994 SHP, danach CHP) von 1989 bis 1999, Ziya Tıkıroğlu (ANAP) von 1984 bis 1989, Hasan Gönüllü (CHP) von 1973 bis 1984 und der erste Bürgermeister Ali Dertenel (DYP) von 1963 bis 1973. Das Rathaus befindet sich am Delikliçınar-Platz.

### Städtepartnerschaften
Denizli unterhält mit folgenden Städten Partnerschaften:
| - Bursa, Türkei (1986) - Tokat, Türkei (1988) - Amasya, Türkei (2008) - Bilecik, Türkei (2008) - Muş, Türkei (2011) - Almelo, Niederlande (1974) - Tiflis, Georgien (1993) - Pawlodar, Kasachstan (1995) - Mahiljou, Belarus (2001) - Betzdorf, Deutschland (2002) | - Jiaozuo, Volksrepublik China (2002) - Brăila, Rumänien (2005) - Łódź, Polen (2005) - Samara, Russland (2005) - Larisa, Griechenland (2007) - Muan, Südkorea (2009) - Sarajevo, Bosnien und Herzegowina (2009) - Damaskus, Syrien (2010) - Qazvin, Iran (2011) |

## Kultur und Sehenswürdigkeiten

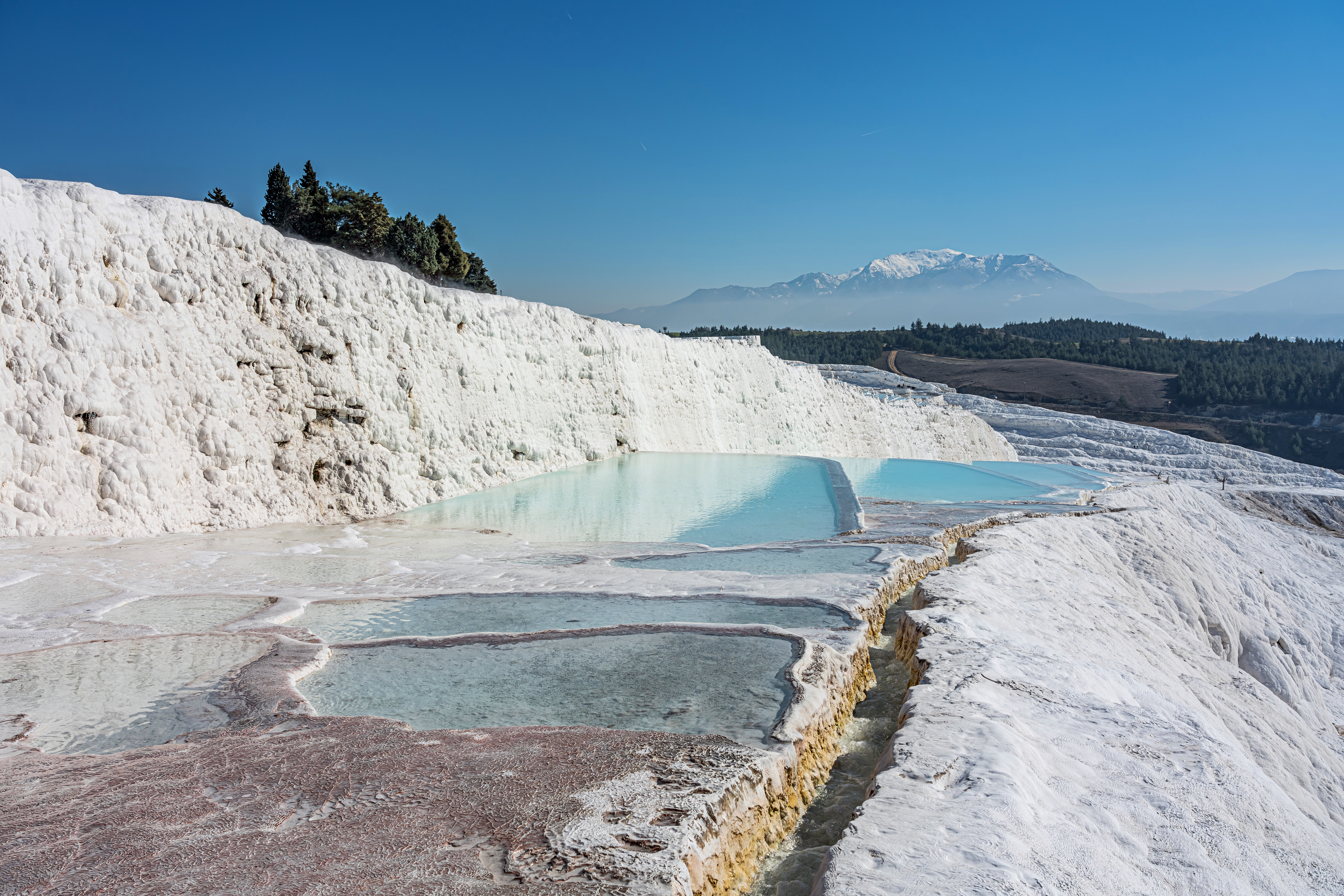
Sinterterrassen von Pamukkale

Denizli ist in der Türkei für die Denizli-Kräher (türk. Denizli Horozu) genannte Haushühnerrasse berühmt, insbesondere wegen deren Aussehen und Farbe. Der Hahn der Denizli-Kräher ist das Wahrzeichen der Stadt und im Wappen der Stadt abgebildet. Diese Rasse ist einer der ältesten Langkräherrassen der Welt. Der typische Hahn des Denizli-Krähers hat schwarze Augen, dunkle graue Beine, einen langen Hals und einen roten Kamm. Er wiegt 3 bis 3,5 kg und hat ein charakteristisches Krähen.
Von der seldschukischen Karawanserei von Akhan (türk. Akhan Kervansarayı), die etwa 6 km nordöstlich der Stadt an der Schnellstraße Denizli-Afyon liegt, ist ein großer Teil erhalten. Die Karawanserei wurde zwischen 1253 und 1254 von Karasungur bin Abdullah gebaut, der Kommandant von Denizli Lâdik war. In der Nähe der Karawanserei liegen einige Konaks, die den Besuchern zum Übernachten dienten.
Im Norden von Denizli liegen die Kalksinterterrassen von Pamukkale mit den Ruinen der antiken Stadt Hierapolis, die zusammen Weltkulturerbe der UNESCO sind. Das Quellwasser von Pamukkale ist mit Calciumhydrogencarbonat gesättigt. Beim Austreten entweicht durch den Druckabfall Kohlendioxid, wodurch die Löslichkeitsgrenze von Calciumcarbonat überschritten wird, das in Form von Travertin ausfällt. Pro Sekunde werden 250 l Thermalwasser (ca. 30 °C) ausgeschüttet, d. h. täglich 21.600 m³. In einem Liter sind 2,2 g Kalk gelöst, der zum Teil ausgeschieden wird; die tägliche Menge könnte damit maximal 48 Tonnen erreichen, tatsächlich ist es deutlich weniger.
In Denizli befinden sich mehrere Parks, der größte davon ist der İncilipınar-Park mit einer Fläche von 17,4 Hektar. Weitere Parkanlagen sind der Adalet-Park, Bağbaşı-Park, Çamlık-Park, Eskihisar-Park, Servergazi-Park, Sümer-Park und Yunus-Emre-Park.

### Sport
In Denizli ist der am 26. Mai 1966 gegründete Fußballverein Denizlispor beheimatet, der schon mehrfach in der höchsten türkischen Spielklasse spielte. Die Heimstätte des Vereins ist das Denizli Atatürk Stadı. Den international größten Erfolg erreichten die Horozlar („Hähne“) in der Saison 2002/03 des UEFA-Pokals, als sie das Achtelfinale erreichten und erst am späteren Pokalsieger FC Porto scheiterten. Seit der Saison 2010/11 spielt Denizlispor in der zweiten türkischen Liga.
Mit Denizli Büyükşehir Belediyespor und Kızılcabölükspor ist die Stadt mit zwei weiteren professionellen Fußballvereinen vertreten. Beide Vereine spielen in der TFF 3. Lig. Die Heimstätte von Denizli Büyükşehir Belediyespor ist das Doğan Seyfi Atlı Stadı. Kızılcabölükspor spielt im Tavas İlçe Stadı.

## Wirtschaft und Infrastruktur

### Wirtschaft
Die wichtigsten Wirtschaftszweige der Stadt sind die traditionelle Textilindustrie und das Druckereiwesen. In Denizli konzentrieren sich heute etwa 9 Prozent der türkischen Textilindustrie. Weitere bedeutende Wirtschaftszweige sind der Tourismus und die Produktion von Marmor. Handwerkliche und industrielle Betriebe produzieren auch Nahrungsmittel, Leder- und Kunstlederwaren sowie keramische Erzeugnisse. Zunehmend steigt die Produktion von Faseroptik, die in Nachrichten- und Telekommunikationstechnik von großer Bedeutung ist. Mittlerweile werden in Denizli hergestellte faseroptische Kabel in 28 Länder exportiert, zunehmend auch nach Europa.
Die Wirtschaft von Denizli verzeichnete seit der Liberalisierung der Märkte in den 1980er Jahren mit Einbrüchen einen allgemeinen Aufwärtstrend. Dieser Trend wird durch Studien bestätigt, die Denizli zu den am schnellsten sich entwickelnden Städten der Türkei zählen.
Es gibt in Denizli einige Basare sowie moderne Geschäftsstraßen und Einkaufszentren im westlichen Stil. Im Zentrum der Stadt befindet sich der Kaleiçi Çarşısı (dt. Basar in der Burg). Er erstreckt sich über 800 Meter und beherbergt viele Geschäfte. Angelegt wurde er im 13. Jahrhundert von den Seldschuken und ist damit einer der ältesten Basare der Türkei. Das Forum Çamlık ist ein im Jahr 2008 eröffnetes Einkaufszentrum im Süden von Denizli. Es zieht jährlich 7 Millionen Besucher an. Zudem wurde 2009 im Westen der Stadt ein weiteres Einkaufszentrum, Teras Park, eröffnet, das eine Fläche von 53.000 Quadratmetern hat.

### Verkehr
Dem innerstädtischen öffentlichen Personennahverkehr dienen Dolmuşe und 34 Buslinien, dem Regional- und Fernverkehr Dolmuşe sowie Fern- und Touristenbusse. Der Abfahrts- oder Ankunftspunkt der Fern- und Touristenbusse ist der im Jahr 2014 eröffnete Busbahnhof Denizli Büyükşehir Belediyesi Otobüs Terminali.
Auf die Bağbaşı-Hochebene im Stadtteil Kervansaray verkehrt seit 2015 eine Seilbahn.
Gegenüber dem Busbahnhof liegt der Denizli Tren Garı (dt. Zugbahnhof Denizli). Von hier aus verkehren Regionalzüge der staatlichen Eisenbahngesellschaft TCDD in Richtung Izmir.
Denizli ist ein Verkehrsknotenpunkt an der Europastraße E87 und einer ähnlich verlaufenden Bahnlinie. Die E87 führt von Izmir über Aydın und Denizli nach Antalya. Die Aydın-Denizli-Autobahn ist eine Weiterführung der bereits vorhandenen Autobahn O-31, die bis nach Antalya verlängert werden und durch Denizli verlaufen soll. Die Fertigstellung ist für das Jahr 2012 geplant. Die Arbeiten an einer zweiten Umgehungsstraße werden im Frühjahr 2011 beendet.
Der Flughafen Denizli-Çardak ist ein nationaler Verkehrsflughafen. Er liegt etwa 65 km östlich von Denizli. Dort wurde ein neues Terminal eröffnet. Außerdem wurde der Flughafen modernisiert und mit der neuesten Technik ausgestattet. Die Turkish Airlines fliegt von Denizli aus nach Istanbul, zum europäischen Flughafen Istanbul. Die Pegasus Airlines fliegt ebenfalls von Denizli aus nach Istanbul, jedoch zum Flughafen Istanbul-Sabiha Gökçen.

### Bildung
Denizli ist Sitz der Pamukkale-Universität, die 1992 gegründet wurde und rund 52.000 Studenten hat.

## Söhne und Töchter der Stadt
Denizli war Geburtsort zahlreicher prominenter Persönlichkeiten. Die bekanntesten sind unter anderem die Sänger Özay Gönlüm, Sezen Aksu und Sıla Gençoğlu, die Schauspieler Erdem Ergüney, Settar Tanrıöğen, Tuba Ünsal und Bulut Aras sowie der Unternehmer Erol Aksoy und der Fußballspieler Kadir Akbulut.